# Armstrong Whitworth Atlas
Die Armstrong Whitworth Atlas war das Standard-Armeeunterstützungsflugzeug der Royal Air Force der späten 1920er und frühen 1930er Jahre. Es handelte sich um einen einmotorigen, zweisitzigen Doppeldecker.

## Entwicklung
Der Erstflug fand wahrscheinlich am 10. Mai 1925 statt. Nach erfolgreichen Tests im November 1925 wurde entschieden, das Flugzeug zu beschaffen. Die Übernahme des Prototyps J8675, vorher G-EBLK, erfolgte 1927. Neben der Version für die Armeeunterstützung gab es ein Schulflugzeug mit Doppelsteuer.

## Einsatz
Die Atlas flog bei fünf Armeeunterstützungs-Staffeln in Großbritannien und bei der 208 Squadron in Ägypten. In der Heimat erfolgte die Ablösung durch Hawker Audax bis 1934. In Ägypten wurde das Flugzeug bis 1935 verwendet. Die Trainingsflugzeuge wurden 1935/1936 ausgemustert.

## Produktion
Abnahme der Armstrong Whitworth Atlas durch die RAF:
| Version  | 1927 | 1928 | 1929 | 1930 | 1931 | 1932 | Summe |
| -------- | ---- | ---- | ---- | ---- | ---- | ---- | ----- |
| Prototyp | 1    |      |      |      |      |      | 1     |
| Mk.IAC   | 25   |      | 61   | 98   | 87   |      | 271   |
| Mk.IGP   |      | 1    |      |      |      |      | 1     |
| Mk.ITM   |      | 1    | 42   | 58   | 47   | 27   | 175   |
| Summe    | 26   | 2    | 103  | 156  | 134  | 27   | 448   |

## Technische Daten
| Kenngröße             | Armstrong Whitworth Atlas IAC                                     |
| --------------------- | ----------------------------------------------------------------- |
| Besatzung             | 2                                                                 |
| Länge                 | 8,71 m                                                            |
| Spannweite            | 12,06 m                                                           |
| Flügelfläche          | 36,32 m²                                                          |
| Höhe                  | 3,20 m                                                            |
| Leermasse             | 1157 kg                                                           |
| max. Startmasse       | 1823 kg                                                           |
| Antrieb               | ein Armstrong Siddeley Jaguar IVC mit 298 kW (400 PS)             |
| Höchstgeschwindigkeit | 299 km/h in Meereshöhe                                            |
| Reichweite            | 3:15 h Flugdauer                                                  |
| Dienstgipfelhöhe      | 5120 m                                                            |
| Steigrate             | 1525 m in 5:30 min                                                |
| Bewaffnung            | zwei 7,7-mm-MGs, bis zu 4 × 54 kg Bomben in Unterflügelpositionen |